# Aingeville
Aingeville település Franciaországban, Vosges megyében. Lakosainak száma 61 fő (2022. január 1.). Aingeville Malaincourt, Médonville, Saint-Ouen-lès-Parey, Saulxures-lès-Bulgnéville, Urville és Vaudoncourt községekkel határos.

## Népesség
A település népességének változása:
| Lakosok száma | 72   | 63   | 64   | 61   | 61   | 62   | 62   | 61   | 61   |
|               | 2013 | 2015 | 2016 | 2017 | 2018 | 2019 | 2020 | 2021 | 2022 |